# Франклін (округ, Нью-Йорк)
Шаблон:StateAbbr_ 44°36′ пн. ш. 74°19′ зх. д. / 44.6° пн. ш. 74.31° зх. д.
Округ Франклін (англ. Franklin County) — округ (графство) у штаті Нью-Йорк, США. Ідентифікатор округу 36033.

## Історія
Округ утворений 1808 року.

## Демографія
За даними перепису 
2000 року 
загальне населення округу становило 51134 осіб, зокрема міського населення було 20011, а сільського — 31123.
Серед мешканців округу чоловіків було 28067, а жінок — 23067. В окрузі було 17931 домогосподарство, 11805 родин, які мешкали в 23936 будинках.
Середній розмір родини становив 3.
Віковий розподіл населення поданий у таблиці:
| Стать    | До 15 років | 15-21 | 22-29 | 30-39 | 40-49 | 50-65 | 65-85 | Понад 85 |
| -------- | ----------- | ----- | ----- | ----- | ----- | ----- | ----- | -------- |
| Чоловіки | 4862        | 2842  | 3730  | 5530  | 4544  | 3886  | 2451  | 222      |
| Жінки    | 4570        | 2198  | 1860  | 3350  | 3593  | 3615  | 3280  | 601      |

## Суміжні округи
- Le Haut-Saint-Laurent Regional County Municipality[en], Квебек, Канада — північ
- Клінтон — схід
- Ессекс — південний схід
- Гамільтон — південний захід
- Сент-Лоуренс — захід
- Стормонт, Дандес та Глінгаррі, Онтаріо, Канада — північний захід

## Виноски
1. ↑  U.S. Decennial Census. United States Census Bureau. Архів оригіналу за 26 квітня 2015. Процитовано 4 січня 2015.
2. ↑  Historical Census Browser. University of Virginia Library. Архів оригіналу за 11 серпня 2012. Процитовано 4 січня 2015.
3. ↑  Population of Counties by Decennial Census: 1900 to 1990. United States Census Bureau. Архів оригіналу за 19 лютого 2015. Процитовано 4 січня 2015.
4. ↑  Census 2000 PHC-T-4. Ranking Tables for Counties: 1990 and 2000 (PDF). United States Census Bureau. Архів (PDF) оригіналу за 18 грудня 2014. Процитовано 4 січня 2015.
5. ↑  State & County QuickFacts. United States Census Bureau. Архів оригіналу за 7 червня 2011. Процитовано 11 жовтня 2013.(англ.) Наведено за англійською вікіпедією.
6. ↑  American FactFinder. Бюро перепису населення США. Архів оригіналу за 26 лютого 2012. Процитовано 31 січня 2008. [Архівовано 2008-05-21 у Wayback Machine.]

| США | Це незавершена стаття з географії США. Ви можете допомогти проєкту, виправивши або дописавши її. |